# ویل گروو (پنسیلوانیا)
ویل گروو (به انگلیسی: Willow Grove) یک منطقهٔ مسکونی در ایالات متحده آمریکا است که در پنسیلوانیا واقع شده‌است. ویل گروو ۱۵٬۷۲۶ نفر جمعیت دارد و ۸۱٫۹۹ متر بالاتر از سطح دریا واقع شده‌است.